# 浜下り
浜下りは、沖縄県や鹿児島県の奄美群島で旧暦3月3日に行われる伝統行事である。沖縄本島ではハマウリ、ハマオリ、宮古諸島ではサニツ、八重山諸島ではサニズ、徳之島や奄美大島ではハマウリと呼ばれる。

## 概要
日本における旧暦は太陰太陽暦であり、旧暦3月3日は常に干満の差が1年間で最も大きい大潮になる。この日の干潮時には、海浜や干瀬が最も広がるため、海岸に出かけて魚貝類を捕ったり海草を採る風習がある。また、ご馳走を持って（あるいは神仏に供えて）、海浜に出かけ、（特に女性が）手足を海水に浸して身を清めて健康を祈願するという風習もある。
旧暦3月3日以外でも、災厄を払うために浜下りをすることがある。

## 由来
ある娘が美男子と通じて子を身ごもったが、その男の正体はアカマター（蛇）が化けたマジムンだった。そこで娘は海に飛び込んで身を清め、アカマターの子供を流したことが浜下りの由来であるとする昔話が伝わっている。